# Roverismo
Nello scautismo il roverismo è la terza e solitamente ultima fase della proposta educativa scout.
I ragazzi che vivono tale proposta sono detti "rover" (maschi e, in alcune associazioni, anche femmine) o "scolte" (femmine). Il roverismo nasce nel 1918 con la pubblicazione del libro La strada verso il successo (Rovering to Success) scritto dallo stesso Robert Baden-Powell, il fondatore dello scautismo. L'intenzione era quella di dare continuità al metodo scout e proporre un cammino differente per gli esploratori che raggiungevano la fine del loro sentiero in età tardo-adolescenziale.

## Storia
Nel 1917 Baden-Powell, spinto dalla richiesta di conquistare l'interesse dei 'ragazzi grandi' varò un primo frettoloso progetto per i senior che fallì altrettanto velocemente. Il nome poco romantico senior venne sostituito con rover e i nuovi e mutati esperimenti fatti negli anni successivi ebbero maggior successo.
Con l'uscita del manuale della branca Rovering to Success venne completata la formazione della terza branca scout, "una fraternità dell'aria aperta e del servizio", come Baden-Powell amava definirla.
Nel periodo fra le due guerre, in Francia si affermò un nuovo modello di roverismo, basato sulla spiritualità e sulle attività di cammino dette Route. Molto importanti, per il suo sviluppo, furono gli scritti di Guy de Larigaudie, il Rover leggendario. Tale modello fu seguito da molti paesi del mediterraneo.

## Caratteristiche generali del roverismo
Una delle caratteristiche più importanti del rover (e della scolta), rispetto agli esploratori e ai lupetti, è lo svolgere un servizio, che può essere interno all'associazione (e quindi essere di aiuto ai capi di altre unità) o esterno in qualsiasi forma. È importante notare che questo servizio, sebbene rivolto agli altri, sia parte integrante del percorso educativo del singolo rover e sia su questo progettato e finalizzato.

## Roverismo in Italia
L'età dei rover e delle scolte varia a seconda delle varie associazioni:
- nel Corpo nazionale giovani esploratori ed esploratrici italiani (CNGEI) si diventa rover dai 16/17 sino ai 19 anni. Dopo i 19 anni i ragazzi terminano il loro percorso educativo e possono, volendo, proseguire nello scautismo come Senior, nel Clan o come capi educatori in unità. Sia per i senior nel Clan e sia per i capi educatori sono previsti corsi di formazione al ruolo, svolti da specialisti e riconosciuti dall'Organizzazione mondiale del movimento scout e dall'Associazione mondiale guide ed esploratrici.
- nell'Associazione Guide e Scouts Cattolici Italiani (AGESCI) si diventa rover o scolta dai 15/16 anni -dopo un anno di noviziato- sino ai 21 anni e qui si conclude o con la partenza o con un meno formale saluto alla comunità.
- nell'Associazione italiana guide e scouts d'Europa cattolici (FSE) si diventa rover o scolta a 16 anni fino ai 21. Conclusa la strada del Clan/Fuoco, il rover o la scolta con la cerimonia della Partenza divengono R-S (Rover-Scout). Possono anche scegliere di rimanere come capi.
- nell'Associazione Italiana di Scautismo Raider (Assoraider) si diventa rover o scolta a 15/16 anni fino ai 18/19. Al termine di questo percorso, usciti dalla Compagnia, si frequenta il CFQ (Corso Formazione Quadri) o si passa alla branca Raider.
- nell'Associazione Guide e Scouts San Benedetto si diventa rover/scolte dai 16 anni fino ai 21 al termine di questo percorso si fa la partenza. Durante il periodo di Clan/Fuoco si segue un percorso formativo che attraverso più Campi Scuola porta, dopo la partenza, a diventare veri e propri capi.

Il roverismo in Italia deve molto all'esperienza francese. 

### Storia del termine "Scolta"
Si tratta di un termine antiquato della lingua italiana corrispondente all'odierno sentinella e che ha la stessa radice di scout. Rappresenta quindi, anche con riferimento evangelico, colei che è sempre pronta. Negli anni fra il 1926 ed il 1928, sotto pressione del fascismo, questo termine fu usato in luogo di "scout" e vi fu anche la proposta di rinominare l'Associazione scouts cattolici italiani (ASCI) in Associazione Scoltistica Cattolica Italiana. Poi il regime preferì bandire del tutto lo scautismo ed il termine cadde in disuso fino alla nascita dell'Associazione guide italiane (AGI), che usò questo termine per la propria terza branca. Il termine fu pertanto ereditato dall'Associazione Guide e Scouts Cattolici Italiani (AGESCI). Anche altre associazioni cattoliche lo usano. Nel Corpo nazionale giovani esploratori ed esploratrici italiani (CNGEI) invece si usa Rover anche per le ragazze.

### Il roverismo nell'AGESCI
Nell'AGESCI la proposta del roverismo è divisa in due momenti:
- Noviziato
- Clan/Fuoco

Questi due momenti, insieme, costituiscono la "Comunità Rover/Scolte".
I suoi appartenenti nel primo anno sono detti novizi e novizie e compongono appunto il Noviziato.
Qualora il Noviziato sia composto da un numero di ragazzi troppo piccolo per costituire il Noviziato, la Comunità Capi cercherà altri modi per offrire tutte le esperienze previste dalla vita del Noviziato stesso.
Il secondo momento in particolare prende il nome di:
- Clan se è solo maschile (composto quindi solo da Rover);
- Fuoco se è solo femminile (composto solo da Scolte);
- Clan/Fuoco se misto (a volte si usa anche semplicemente il termine Clan).

Il Clan/Fuoco accoglie i ragazzi e le ragazze di 16/17 anni una volta usciti dall'anno di Noviziato; il Rover e la Scolta ne fanno parte fino a che non scelgono di concludere il loro percorso scout (ma non la fedeltà alla Promessa e alla Legge) con la Partenza o di seguire una strada diversa salutando i loro compagni di Strada.
Il Clan/Fuoco è seguito da almeno un Capo Clan e/o una Capo Fuoco, ma la guida vera e propria è la Carta di Clan/Fuoco, scritta dai/lle ragazzi/e stessi/e, che riassume gli obiettivi e i valori da condividere della comunità. Non dovrebbe avere più di 25/30 ragazzi.
All'interno del Clan/Fuoco non sono previste strutture analoghe alla Squadriglia della Branca Esploratori/Guide. Si possono comunque costituire gruppi temporanei più piccoli, secondo necessità, che spesso vengono chiamati "pattuglie".

#### Capitolo
Nell'Agesci, il Capitolo è il modo con cui il Clan/Fuoco affronta i temi che vengono scelti dalla comunità di anno in anno o con frequenza maggiore. Le modalità di esecuzione differiscono da clan a clan, ma generalmente è possibile ritrovare tre fasi comuni: 
VedereInformarsi, sia attraverso fonti di notizie sia in prima persona, sul tema trattato;
GiudicareConfrontandosi all'interno del Clan/Fuoco ed eventualmente anche all'esterno, fino ad arrivare a condividere un'idea;
AgireFare qualcosa di concreto perché tutto quello che è stato scoperto e discusso non rimanga fine a se stesso ma sia finalizzato a "lasciare il mondo un po' migliore di come l'abbiamo trovato" (Baden-Powell).

#### Punto della Strada
Il Punto della Strada è il momento nel quale ogni Rover/Scolta si confronta con il Clan/Fuoco a proposito del suo cammino personale, per condividere la strada fatta, i traguardi raggiunti e i problemi incontrati, e per dare agli altri la possibilità di fornire consigli o critiche costruttive.

#### Riunioni
Le riunioni di Clan/Fuoco sono solitamente settimanali. Esse prevedono attività di discussione e attività pratiche sulla preparazione alla vita all'aperto e alle tecniche.

#### Uscita
L'uscita è parte integrante delle attività di clan ed ha una cadenza periodica (generalmente mensile). Prevede cammino a piedi con zaino, pernottamento (generalmente in tenda), cucina, vita spirituale, preghiera personale e comunitaria, Messa (sempre durante le feste cristiane; non sempre in giorni comuni). Generalmente l'uscita coinvolge tutto il Clan/Fuoco e/o il Noviziato, ma può anche essere individuale, di coppia o di pattuglia.

### Il roverismo nell'FSE
Nell'FSE tutti i Rover compongono il clan (che dunque è solo maschile). I rover del primo anno sono detti "novizi rover" e fanno parte della Pattuglia Novizi, che comunque è parte del Clan. Le scolte, analogamente, sono divise in "Scolte Semplici" (primo anno) e "Scolte Viandanti".

#### Capitolo
Nell'FSE il capitolo è una riunione solenne del Clan o del Fuoco, che ha come tema la discussione di un argomento di particolare rilievo con lo scopo di pervenire, dopo qualificato dibattito, ad una conclusione esaustiva dell'argomento proposto. Al capitolo si partecipa in uniforme e lo scopo educativo è quello di permettere ai Rover/Scolte di presentare le proprie idee, a rispettare quelle degli altri e a ricercare un punto finale di intesa. L'eventuale revisione della Carta di Clan/Fuoco viene fatta in un capitolo apposta.

#### Impresa
Nel roverismo dell'FSE, per Impresa si intende una serie di attività programmate secondo criteri di concretezza ed efficacia per raggiungere un determinato obiettivo. Generalmente essa è orientata a prestare un servizio a favore del prossimo, ma può avere anche altri scopi. Un'impresa presuppone una preparazione accurata, durante la quale ciascun componente del Clan/Fuoco si impegnerà per la miglio riuscita dell'impresa stessa. Talvolta l'impresa può richiedere la collaborazione di esperti esterni, coinvolti e coordinati dal Capo Clan. La scelta e la preparazione di un'impresa sono competenza del Consiglio di Clan.

#### Inchiesta
L'inchiesta permette di comprendere situazioni e problemi tramite colloqui, ricerche ed interviste finalizzate ad approfondire un determinato argomento. L'inchiesta può essere svolta in preparazione ad un'impresa, ad un servizio o ad un capitolo.

### Il roverismo nel CNGEI
La Compagnia è l'unità della terza branca del CNGEI, composta da ragazzi tra i 16 e i 19 anni. Lo scopo principale è di aiutare i ragazzi e le ragazze nel percorso di autoeducazione che li porterà ad essere adulti e cittadini attivi, che sanno compiere le loro scelte e viverne le responsabilità che ne derivano.